# 柯在铄
柯在铄（1924年—2007年），男，福建长乐人，中华人民共和国政治人物，曾任外交部港澳事务办公室主任，中英联合联络小组中方首席代表。